# Christian Clavier

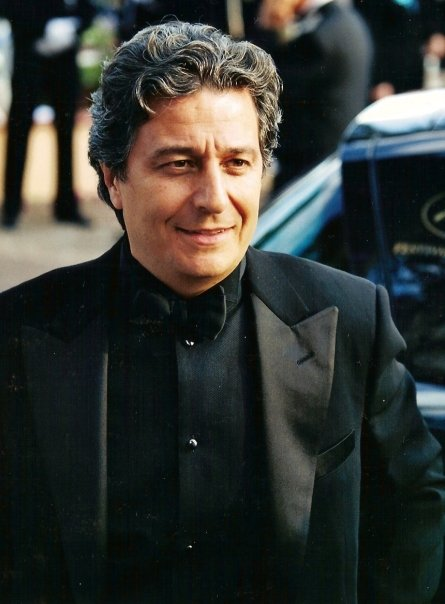
Christian Clavier v roce 2004

Christian Jean-Marie Clavier (* 6. května 1952, Paříž) je francouzský herec. Je obsazován převážně do komediálních rolí. Známým se stal v roce 1993 po natočení filmu Návštěvníci. Výrazná byla i jeho role Asterixe ve filmech Asterix a Obelix a Asterix a Obelix: Mise Kleopatra.

## Životopis
Jeho bratr je režisér Stéphane Clavier. Mezi jeho dobré přátele patří bývalý francouzský prezident Nicolas Sarkozy, se kterým se poznal na střední škole. S herečkou Marie-Anne Chazel má dceru Margot, narozenou v roce 1983.
Svou kariéru začal v komediální divadelní skupině Splendid, kde vystupoval i jeho strýc Yves Rousset-Rouard. Spolu se skupinou se objevil i v mnoha filmech, například v Dovolené po francouzsku nebo v Le Père Noël est une ordure, kde hrál roli depresivního transvestity Katiy.
Do vědomí široké veřejnosti se dostal v roce 1993 dvojrolí ve snímku Návštěvníci.
Stal se hercem, u něhož již samotné jméno stačí k tomu, aby se vědělo, že jde o značku úspěchu. Mezi jeho další úspěšné filmy patří například Strážní andělé, Návštěvníci 2: V chodbách času, Návštěvníci: Cesta do Ameriky, Asterix a Obelix, Asterix a Obelix: Mise Kleopatra, Bídníci a Napoleon.
Ve své rozmanité kariéře hrál v komediálních duech, nejčastěji s dvěma herci. První z nich je Jean Reno, se kterým se objevil například ve filmech Operace Corned-Beef, trilogii Návštěvníci, Korsický případ a On ne choisit pas sa famille.
Druhým je Gérard Depardieu, který byl jeho společníkem ve filmu Strážní andělé a v prvních dvou filmech série Asterix a Obelix.
Clavier je také producentem, má svou společnost Ouille Productions, která je pojmenovaná po jeho nejznámější roli.
V roce 2006 byl zrušen projekt Astérix et Obélix en Hispanie, a tak Clavier obnovil postavy z komedie Dovolená po francouzsku a vzniklo již třetí pokračování s názvem Dovolená po francouzsku 3. Následně v roce 2008 bylo zahájeno natáčení třetího filmového zpracování o Asterixovi a Obelixovi, pod názvem Asterix a Olympijské hry, ovšem neměl nic společného s dříve zrušeným projektem. Gérard Depardieu v roli Obelixe zůstal, ale Clavier odmítl opakovat roli Asterixe a jeho roli později ztvárnil Clovis Cornillac.
V roce 2014 hrál hlavní roli ve velice úspěšné komedii s názvem Co jsme komu udělali?, která ve Francii trhala rekordy na pokladnách kin. V roce 2019 si tuto roli zopakoval v pokračování filmu, s názvem Co jsme komu zase udělali?.

## Filmografie
| Rok  | Název                                       | Role                       | Režisér                              | Poznámky                                                                                             |
| ---- | ------------------------------------------- | -------------------------- | ------------------------------------ | --- |
| 1973 | L'an 01                                     | Divák                      | Jacques Doillon                      | |
| 1974 | Podezřelí                                   | Fotograf                   | Michel Wyn                           | |
| 1974 | Bonne présentation exigée                   |                            | Charles Nemes                        | Krátký film                                                                                          |
| 1975 | Krást se musí umět                          | Policista                  | Jacques Besnard                      | |
| 1975 | Ať začne slavnost...                        | Komorník                   | Bertrand Tavernier                   | |
| 1975 | Le bol d'air                                | Christian                  | Charles Nemes                        | Krátký film                                                                                          |
| 1976 | Attention les yeux!                         | Policista                  | Gérard Pirès                         | |
| 1976 | F… comme Fairbanks                          |                            | Maurice Dugowson                     | |
| 1977 | Le diable dans la boîte                     | Renaud                     | Pierre Lary                          | |
| 1977 | L'amour en herbe                            | Christian's friend         | Roger Andrieux                       | |
| 1977 | Des enfants gâtés                           | Televizní režisér          | Bertrand Tavernier                   | |
| 1977 | Řekněte jí, že ji miluji                    | François                   | Claude Miller                        | |
| 1977 | Vous n'aurez pas l'Alsace et la Lorraine    | Vypravěč                   | Coluche                              | |
| 1978 | Želva na zádech                             |                            | Luc Béraud                           | |
| 1978 | Dovolená po francouzsku                     | Jerome Tarere              | Patrice Leconte                      | |
| 1979 | Les héros n'ont pas froid aux oreilles      | Muž                        | Charles Nemes                        | |
| 1979 | Dovolená po francouzsku 2                   | Jerome Tarere              | Patrice Leconte                      | |
| 1980 | Cocktail Molotov                            | Beatnick                   | Diane Kurys                          | |
| 1980 | Je vais craquer!!!                          | Jérôme Ozendron            | François Leterrier                   | |
| 1981 | Clara et les Chics Types                    | Charles                    | Jacques Monnet                       | |
| 1981 | Les babas cool                              | Antoine Bonfils            | François Leterrier                   | |
| 1982 | Elle voit des nains partout!                | Zrádce                     | Jean-Claude Sussfeld                 | |
| 1982 | Le Père Noël est une ordure                 | Katia                      | Jean-Marie Poiré                     | |
| 1983 | Rock 'n Torah                               | Isaac Stern                | Marc-André Grynbaum                  | |
| 1983 | Merci Bernard                               |                            |                                      | Televizní seriál (1 epizoda)                                                                         |
| 1983 | Dědoušek se dal na odboj                    | Michel Taupin              | Jean-Marie Poiré                     | |
| 1985 | Tranches de vie                             | Charles-Henri              | François Leterrier                   | |
| 1986 | L'été 36                                    | Alexis                     | Yves Robert                          | Televizní film                                                                                       |
| 1986 | Takhle to děláme v Moskvě                   | Iouri                      | Jean-Marie Poiré                     | |
| 1987 | Rozmařilý život Gérarda Floqua              | Edouard                    | Georges Lautner                      | |
| 1988 | Studený pot                                 | Henri Descouet             | Josée Dayan                          | Televizní seriál (1 epizoda)                                                                         |
| 1988 | Palace                                      | Louis                      | Jean-Michel Ribes                    | Televizní seriál (1 epizoda)                                                                         |
| 1989 | Čápi mají svou hlavu                        | vedoucí DDASS              | Didier Kaminka                       | |
| 1989 | Mes meilleurs copains                       | Jean-Michel Tuilier        | Jean-Marie Poiré                     | |
| 1989 | Double mixte                                | Bob Smith                  | Georges Folgoas                      | Televizní film                                                                                       |
| 1989 | Si Guitry m'était conté                     |                            | Yves-André Hubert                    | Televizní seriál (1 epizoda)                                                                         |
| 1989 | Fantômes sur l'oreiller                     | Brice                      | Pierre Mondy                         | Televizní film                                                                                       |
| 1989 | Mieux vaut courir                           | Simon                      | Élisabeth Rappeneau                  | Televizní film                                                                                       |
| 1991 | Operace Corned Beef                         | Jean-Jacques Granianski    | Jean-Marie Poiré                     | |
| 1991 | Les secrets professionnels du Dr Apfelglück | Advokát                    |                                      | |
| 1991 | Les gens ne sont pas forcément ignobles     | Pierre                     | Bernard Murat                        | Televizní film                                                                                       |
| 1992 | Un fil à la patte                           | Fernand du Bois d'Enghien  | Marion Sarraut                       | Televizní ilm                                                                                        |
| 1993 | Návštěvníci                                 | Jacquouille la Fripouille  | Jean-Marie Poiré                     | Nominován - César pro nejlepšího herce Nominován - César pro nejlepší scénář (s Jeanem-Marie Poirém) |
| 1993 | Touha po zlatu                              | Urbain Donnadieu           | Gérard Oury                          | |
| 1994 | Pomsta jedné plavovlásky                    | Gérard Bréha               | Jeannot Szwarc                       | |
| 1994 | Grosse Fatigue                              | Sám sebe                   | Michel Blanc                         | |
| 1995 | Strážní andělé                              | Otec Hervé Tarain          | Jean-Marie Poiré                     | |
| 1996 | Panique au Plazza                           |                            | Jean-Marie Poiré                     | Televizní film                                                                                       |
| 1997 | Les Soeurs Soleil                           | Divák                      | Jeannot Szwarc                       | |
| 1998 | Návštěvníci 2: V chodbách času              | Jacquouille la Fripouille  | Jean-Marie Poiré                     | |
| 1999 | Asterix a Obelix                            | Asterix                    | Claude Zidi                          | |
| 2001 | Návštěvníci: Cesta do Ameriky               | Andre                      | Jean-Marie Poiré                     | |
| 2002 | Napoleon                                    | Napoleon Bonaparte         | Yves Simoneau                        | Televizní minisérie (4 epizody)                                                                      |
| 2002 | Bídníci                                     | pan Thénardier             | Josée Dayan                          | Televizní minisérie (4 epizody)                                                                      |
| 2002 | Asterix a Obelix: Mise Kleopatra            | Asterix                    | Alain Chabat                         | |
| 2003 | Miláček Rita                                | Edgar Lamarck              | Stéphane Clavier                     | |
| 2004 | Zloduch Albert                              | Patrick Lechat             | Hervé Palud                          | |
| 2004 | Korsický případ                             | Rémi François              | Alain Berbérian                      | |
| 2005 | Nepostradatelný pomocník                    | JAM                        | Vincent De Brus                      | |
| 2006 | Dovolená po francouzsku 3                   | Jerome Tarere              | Patrice Leconte                      | |
| 2006 | Korunní princ                               | Eduard Taaffe              | Robert Dornhelm                      | Televizní film                                                                                       |
| 2006 | L'entente cordiale                          | François de La Conche      | Vincent De Brus                      | |
| 2007 | Le prix à payer                             | Jean-Pierre Ménard         | Alexandra Leclère                    | |
| 2007 | Kaamelott                                   | The Jurisconsult           | Alexandre Astier                     | Televizní seriál (7 epizod)                                                                          |
| 2007 | L'auberge rouge                             | Pierre Martin              | Gérard Krawczyk                      | |
| 2008 | Zdravý nemocný                              | Argan                      | Christian de Chalonge                | Televizní film                                                                                       |
| 2009 | La sainte Victoire                          | Vincent Cluzel             | François Favrat                      | |
| 2009 | Le bourgeois gentilhomme                    | pan Jordán                 | Christian de Chalonge                | Televizní film                                                                                       |
| 2011 | La cage aux folles                          | Georges                    | Dominique Thiel                      | Televizní film                                                                                       |
| 2011 | On ne choisit pas sa famille                | César Borgnoli             | Christian Clavier                    | |
| 2011 | Les affaires sont les affaires              | markýz de Porcellet        | Philippe Bérenger                    | Televizní film                                                                                       |
| 2013 | Les profs                                   | Cutiro                     | Pierre-François Martin-Laval         | |
| 2013 | Le Boeuf clandestin                         | pan Berthaud               | Gérard Jourd'hui                     | Televizní film                                                                                       |
| 2014 | Co jsme komu udělali?                       | Claude Verneuil            | Philippe de Chauveron                | |
| 2014 | Le grimoire d'Arkandias                     | Agénor Arkandias           | Alexandre Castagnetti Julien Simonet | |
| 2014 | Dejte mi pokoj!                             | Michel                     | Patrice Leconte                      | |
| 2015 | Léto All Exclusive                          | Jean-Pierre Lamar          | Philippe Lacheau Nicolas Benamou     | |
| 2016 | Návštěvníci 3: Revoluce                     | Jacquouille la Fripouille  | Jean-Marie Poiré                     | |
| 2017 | Srdečně vás vítáme                          | Jean-Etienne Fougerole     | Philippe de Chauveron                | |
| 2017 | Z Paříže do Paříže                          | doktor Rosen               | Christian Duguay                     | |
| 2017 | Kdybych byla kluk                           | doktor Pace                | Audrey Dana                          | |
| 2017 | Momo                                        | Alain Prioux               | Sébastien Thiéry Vincent Lobelle     | |
| 2018 | Les Aventures de Spirou et Fantasio         | hrabě Pacôme de Champignac | Alexandre Coffre                     | |
| 2019 | Co jsme komu zase udělali?                  | Claude Verneuil            | Philippe de Chauveron                | dabing Miroslav Donutil                                                                              |
| 2019 | Convoi exceptionnel                         | Foster                     | Bertrand Blier                       | |
| 2019 | Ibiza                                       | Philippe                   | Arnaud Lemort                        | |
| 2019 | Rendez-vous chez les Malawa                 | Julien Gosset-Grainville   | James Huth                           | |
| 2022 | Co jsme komu všichni udělali?               | Claude Verneuil            |                                      | dabing Miroslav Donutil                                                                              |

## Divadlo
- 1971 - 1974: La concierge est tombée dans l'escalier, Non, Georges pas ici, Je vais craquer
- 1973: Ginette Lacaze
- 1975: Ma tête est malade
- 1976: Le Pot de terre contre le pot de vin
- 1977: Amour, coquillages et crustacés
- 1979: Le père Noël est une ordure
- 1980: Papy fait de la résistance
- 1983: Ma vedette américaine
- 1986: Double mixte
- 1989: Un fil à la patte
- 1991: La Dame de chez Maxim
- 1996: Panique au Plazza
- 2002: Příští rok ve stejnou dobu
- 2009 a 2010: Klec bláznů
- 2013: Inconnu à cette adresse

## Ocenění
Dne 21. května 2008 získal Řád čestné legie.

## Nominace
- César 1994: Nominace na Césara pro nejlepšího herce, za film Návštěvníci
- César 1994: Nominace na Césara pro nejlepší původní scénář, za film Návštěvníci